# Jaera marina
Jaera marina là một loài chân đều trong họ Janiridae. Loài này được Fabricius miêu tả khoa học năm 1780.